# Волф Албах-Рети
Волф Албах-Рети, рођен као Волфганг Хелмут Алберт Албах (Беч, 28. мај 1906 — Беч, 21. фебруар 1967) био је аустријски глумац. Био је отац Роми Шнајдер коју је родила немачка глумица Магда Шнајдер.

## Каријера
Рођен као Волфганг Хелмут Алберт Албах у Бечу од глумице Розе Албах-Рети и аустроугарског официра Карла Албаха. Волф Албах-Рети се школовао на Универзитету за музику и сценске уметности у Бечу, а са двадесет година одиграо је прву улогу у бечком Бургтеатру.
Био је младић када се први пут појавио у улози у једном немом филму (1927. године). 1933. Албах-Рети је постао симпатизер и патрон СС , а 1940. се придружио Нацистичкој партији.
Током Трећег рајха снимао је љубавне филмове и мјузикле. Године 1936. оженио се Магдом Шнајдер и привремено преузео немачко држављанство. Године 1944. додат је на листи богу милих, тј. особа које је Гебелс сматрао кључним за нацистичку културу, па је тиме ослобођен обавезе служења војног рока.
После Другог светског рата могао је да нађе само споредне улоге у филмовима, па се тако вратио у Бургтеатар где је играо, између осталих, у комадима Анатол Артура Шницлера. У то време био је у другом браку са глумицом Труде Марлен. Умро је у Бечу 1967. године и сахрањен је у Средишњем бечком гробљу.

## Изабрана филмографија
- 1927: Груба кошуља
- 1928: Бечка музичарка
- 1928: Чудновато огледало (енгл. The Mysterious Mirror)
- 1928: Љубав у мају (енгл. Love in May)
- 1929: Лопов у спаваћим колима
- 1930: Ујак са Суматре (енгл. The Uncle from Sumatra)
- 1930: Генерал Бабка
- 1930: Мрља на части
- 1931: Магични бечки звуци
- 1932: Два срца куцају ко једно (енгл. Two Hearts Beat as One)
- 1932: Девојке за удају (енгл. Girls to Marry)
- 1932: Лепа авантура (енгл. The Beautiful Adventure)
- 1932: Црни Хусар (енгл. The Black Hussar)
- 1933: Равнице у сјају (енгл. And the Plains Are Gleaming)
- 1933: Дете, радујем се твом доласку
- 1933: Љубав треба разумети (енгл. Love Must Be Understood)
- 1934: Једна велика дама (енгл. Just Once a Great Lady)
- 1934: Пролећна парада (енгл. Spring Parade)
- 1934: Приче из бечких шума (енгл. Tales from the Vienna Woods)
- 1935: Мачка у џаку
- 1935: Сан зимске ноћи (енгл. Winter Night's Dream)
- 1935: Велико чишћење
- 1935: Продавац птица (енгл. The Bird Seller)
- 1935: Силвија и њен шофер
- 1936: Рандеву у Бечу
- 1936: Вила лутка
- 1936: Тајна једне старе куће
- 1937: Толико бих волео да будем насамо са милионером
- 1937: Најсрећнији брак на свету
- 1937: Љубимица морнара (енгл. Darling of the Sailors)
- 1938: Пролећни ваздух
- 1938: Пајац
- 1939: Хотел Захер
- 1939: Љубав строго забрањена
- 1939: Домовина
- 1939: Мајчина љубав (енгл. A Mother's Love)
- 1939: Срећа живи у суседству
- 1940: Вероника, како си могла
- 1940: Фалстаф у Бечу
- 1940: Седам несрећних година
- 1941: Тако ми се свиђаш
- 1941: Плес са царем
- 1942: Тајновита грофица
- 1942: Седам срећних година
- 1943: Двоје срећних (енгл. Two Happy People)
- 1943: Маска у плавом (енгл. Mask in Blue)
- 1943: Авантура у Хотелу Гранд
- 1943: Бели сан (енгл. The White Dream)
- 1943: Познанство са путовања
- 1943: Све из љубави
- 1944: Романтични медени месец
- 1944: Пасја времена
- 1945: Човек попут Максимилијана (енгл. A Man Like Maximilian)
- 1945: Ко лопов у сред ноћи
- 1948: Сви лажу
- 1949: Шармантни преварант
- 1949: Опасни гости (енгл. Dangerous Guests)
- 1950: Ноћ у великом граду
- 1950: Двоје у једном оделу (енгл. Two in One Suit)
- 1950: Човек у потрази за собом (енгл. The Man in Search of Himself)
- 1951: Чардаш од срца
- 1951: Тешко ономе ко воли!
- 1951: Невиност у хиљаду невоља / Девојка од конфекције
- 1951: Изгубљени Беч
- 1951: Двоје у једном ауту
- 1952: Човек у кади
- 1952: У потрази за идеалном женом (енгл. Ideal Woman Sought)
- 1952: Вођа рудара (енгл. The Mine Foreman)
- 1953: Продавац птица
- 1954: Величанствена Лола (енгл. The Great Lola)
- 1954: Најслађе воће (енгл. The Sweetest Fruits)
- 1954: Школа за брак (енгл. School for Marriage)
- 1954: Седам хаљина Катрин (енгл. The Seven Dresses of Katrin)
- 1955: Ћерка му се зове Питер (енгл. His Daughter is Called Peter)
- 1955: Твоји спасиоци (енгл. Your Life Guards)
- 1956: Једно срце и једна душа /…а ко мене љуби?
- 1956: Глас чежње
- 1956: Веридба на језеру Волфганг
- 1956: Царски и краљевски фелдмаршал (енгл. Imperial and Royal Field Marshal)
- 1957: Тамо у Вахау
- 1957: Муње око Марије
- 1957: Цар и вешарица
- 1958: Девојке у опасности (енгл. Endangered Girls)
- 1958: Човек је само двапут млад
- 1958: Стално ти бициклисти
- 1958: Моје срце је пуно музике
- 1959: Задња љубав господина Јозефа
- 1959: Петер, циркуско дете / На свим друмовима
- 1959: Девојке за Мамбо бар (енгл. Girls for the Mambo-Bar)
- 1959: Ловачка журка (енгл. Hunting Party)
- 1960: Жене у ђавољим рукама
- 1960: Високе јеле
- 1961: Градитељ оргуља Сент Мариен
- 1961: Возачи у покрету/На улицама града
- 1962: Писмо је нестало (енгл. The Post Has Gone)
- 1962: Шумарева ћерка (енгл. The Forester's Daughter)
- 1963: Горски ветар
- 1964: Велики слободни састав
- 1964: Кардинал (енгл. The Cardinal)
- 1964: Деца (ТВ филм) -
- 1964: Девојка из Бемервалда
- 1965: Постељина из Ирске (ТВ филм) -
- 1966: Плесачица Фани Елслер (ТВ филм) -  (последња улога)